# Daughtry

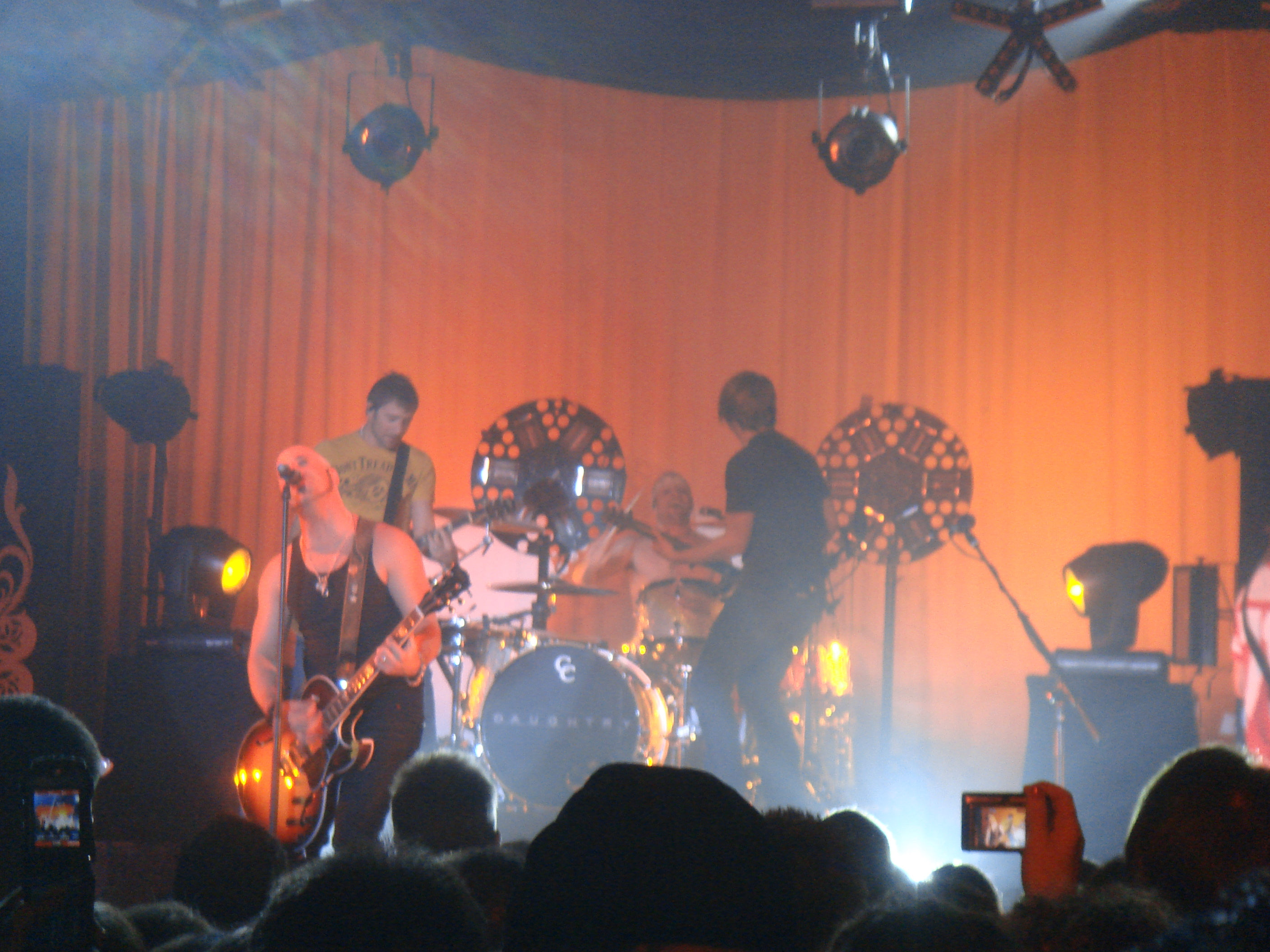
Formaţia Daughtry în 2007

Daughtry este o formație rock americană din Carolina de Nord formată de finalistul din sezonul 5 al American Idol, Chris Daughtry. Albumul de debut a apărut in 2006 și este intitulat Daughtry. Discul a ocupat locul I pentru două săptămâni în Billboard Top 200 depășind albumul de debut al câștigătorului sezonului 5 al American Idol, Taylor Hicks și s-a vândut în peste 4 milioane de copii fiind pe locul I la cele mai vândute albume ale anului 2007 în Billboard. Albumul lor este de asemenea și albumul rock de debut cu cea mai rapidă vânzare din istoria Soundscan. Primul single de pe acest album, Its not over a fost al optulea cel mai utilizat cântec la radio în 2007 în Statele Unite, iar cel de-al doilea single, Home a fost al zecelea cel mai utilizat cântec la radio în același an în S.U.A.
Al doilea album, Leave This Town a fost lansat pe 14 iulie 2009. Primul single, No surprise a fost lansat pe 5 mai 2009.